# Martian Successor Nadesico
Autre
Martian Successor Nadesico (機動戦艦ナデシコ, Kidō Senkan Nadeshiko), est une série anime de 26 épisodes de 23 minutes, diffusée du 1er octobre 1996 au 24 mars 1997 sur Bandai Channel. Cette série est inédite en France. Parfois appelée Meteor Schlachtschiff Nadesico, la série a été adaptée en manga par Kia Asamiya publié aux éditions Panini Comics à partir de 1997.

## Synopsis
Au XXIIe siècle, la Lune et Mars ont été colonisées par les Terriens. Elles ont été rendues vivables grâce à la technologie des nanomachines. Mais des vaisseaux hostiles d'origine jovienne détruisent les vaisseaux chargés de protéger Mars.
Les colonies fondées sont rapidement détruites. Tenkawa Akito, un jeune pilote, se retrouve projeté mystérieusement sur Terre, à la suite de la destruction de sa colonie, Utopia.
La NERGAL, une riche organisation, construit un vaisseau de combat extrêmement avancé, dans le but de retrouver des survivants sur Mars. Les membres de l'équipage sont recrutés parmi les meilleurs éléments de la population terrienne. En suivant Yurika Misumaru - amie d'enfance mais également capitaine du Nadesico - Akito se retrouve enrôlé contre son gré en tant que cuisinier, mais en tant qu'ex-pilote, il se retrouvera de plus en plus fréquemment au front.

## Personnages
- Hoshino Ruri : Agent de liaison, elle est misanthrope. Son mot favori depuis son enfance ? « Baka », autrement dit « idiot ».
- Megumi Rainerd, Membre du Nadesico. Opératrice. Elle est amoureuse d'Akito - ne se gêne pas pour le montrer - et va tout faire pour l'éloigner de Yurika.
- Misumaru Yurika, Membre du Nadesico. La commandante du Nadesico. Elle est la naïveté incarnée, même si elle remplit parfaitement ses fonctions de capitaine.
- Minato, coordinatrice. Paresseuse, et féminine avant tout.
- Tenkawa Akito, Membre du Nadesico : cuisinier et pilote à temps partiel du Nadesico. Tous les membres féminins de l'équipage sont sous son charme.

## Anime

### Fiche technique
- Année : 1996
- Réalisation : Tatsuo Sato
- Character design : Keiji Gotoh
- Musique : Takayuki Hattori
- Animation : Studio Xebec
- Nombre d'épisodes : 26

### Voix japonaises
- Hōko Kuwashima : Yurika Misumaru (début rôle)
- Yuji Ueda : Akito Tenkawa
- Kentarō Itō : Jun Aoi
- Miki Nagasawa : Izumi Maki
- Naoko Matsui : Inez Fressange
- Naoko Takano : Megumi Reinard
- Omi Minami : Ruri Hoshino
- Tomokazu Seki : Gai Daigoji
- Akio Ōtsuka : Kouichiro Misumaru
- Akira Nakagawa : Ririkaru
- Ben Takada : Vieil homme
- Chisa Yokoyama : Magical Princess Natural Lychee, Reine (Ep 18),Ryoko Subaru
- Ikue Ōtani : Yukina Shiratori
- Junichi Sugawara : Saizou
- Kenichi Ono : Prospector
- Kōsuke Okano : Prince Akara (Gekiganger 3)
- Kunihiko Yasui : Haruki Kusakabe
- Maya Okamoto : Haruka Minato
- Mitsuaki Madono : Ken Tenkuu (Gekiganger 3), Sadaaki Munetake
- Miyuki Ichijou : Howmei
- Nobuo Tanaka : Amiral Jin Fukube
- Nobuo Tobita : Seiya Uribatake
- Rei Nakagawa : Mère d'AI, Harumi
- Ryotaro Okiayu : Akatsuki Nagare, Mechanic
- Shiho Kikuchi : Hikaru Amano
- Shinichiro Miki : Saburota Takasugi
- Tomokazu Seki : Tsukumo Shiratori
- Tomoko Kawakami : Ai, Eri
- Toshiyuki Morikawa : Gen'ichiro Tsukiomi
- Yuko Mizutani : Aqua
- Yuko Nagashima : Erina Kinjo Won

### Épisodes
1. To Go Like A Man (『男らしく』いこう！)
2. Leave The Blue Earth To Me (『緑の地球』は任せとけ)
3. A Goodbye That Came Too Soon (早すぎる『さよなら』！)
4. Charmed By Aqua Space (水色宇宙に『ときめき』)
5. Ruri's Navigation Logs (ルリちゃん『航海日誌』)
6. Sort Of Like A Fateful Decision (『運命の選択』みたいな)
7. The Song That You Will One Day Sing (いつかお前が『歌う詩』)
8. The Luke Warm (温めの『冷たい方程式』)
9. The Miracle Operation Of The Kiss (奇跡の作戦『キスか？』)
10. The Dangers Of Feminity (『女らしく』がアブナイ)
11. Finding Yourself In A Routine Plot (気がつけば『お約束』？)
12. Those Unforgettable Days (あの『忘れえぬ日々』)
13. There Is No Single Truth (『真実』は一つじゃない)
14. Let's Go With Hot Blooded Anime (『熱血アニメ』でいこう)
15. The Significant Other From A Star Far Away (遠い星からきた『彼氏』)
16. The Beginning Of Nadesico's War (『僕達の戦争』が始まる)
17. It's a belated reunion (それは『遅すぎた再会』)
18. The Sound of Water is the Sound of (水の音は『私』の音)
19. You're the Captain of Tomorrow (明日の『艦長』は君だ！)
20. Fight Silent, Fight Deep (深く静かに『戦闘』せよ)
21. The Fields Where We Ran Once Before (いつか走った『草原』)
22. Protect the Visitor (『来訪者』を守り抜け？)
23. The Place We Can Call (『故郷』と呼べる場所)
24. Ordinary (どこにでもある『正義』)
25. Be Myself as I Should (『私らしく』自分らしく)
26. For the Sake of the Woman I'll Meet Someday (『いつか逢う貴女のために』)

## Manga

### Publications
Le manga a été prépublié au Japon dans le magazine Shônen Ace des éditions Kadokawa Shoten entre septembre 1996 et février 1999.
L'éditeur français est Panini Comics, mais le manga n'est plus commercialisé en France à ce jour.

### Liste des volumes
1. Dans l'espace	  		06/2001	 (ISBN 2-84538-037-2)
2. La capture	  		08/2001	 (ISBN 2-84538-041-0)
3. Double jeu	  		10/2001	 (ISBN 2-84538-056-9)
4. La bataille finale	  	12/2001	 (ISBN 2-84538-063-1)

## Produits dérivés

### OAV
- 1998 : Gekiganger 3. Film de la série imaginaire Gekiganger qui n'est autre qu'une copie de Mazinger

### Film d'animation
- 1998 : Nadesico: Prince of Darkness. Trois ans après la série Martian Successor Nadesico et la guerre entre la Terre et Jupiter, la paix paraît encore fragile.

Contrairement à la série originale, le film est sorti en France en DVD, licencié par Dybex.

### Jeu vidéo
- 1999 : Nadesico the Mission sur Dreamcast. Publié par ESP, développé par Xebek. Jeu de simulation sorti le 26 août 1999.